# تامارا چیپش
تامارا چیپش (انگلیسی: Tamara Csipes؛ زادهٔ ۲۴ اوت ۱۹۸۹) قایقران کایاک اهل مجارستان است.
او در مسابقات کشوری و بین‌المللی در مجموع برندهٔ ۱۶ مدال طلا، ۶ مدال نقره، ۱ مدال برنز شده‌است.